# Маркіян Марисюк
Маркіян Марисюк (хресне ім'я Михайло; 14 січня 1886, Сілець — 25 вересня 1961, там само) — український церковний діяч, ієромонах-василіянин, письменник, редактор «Місіонаря», педагог, в'язень ГУЛАГу.

## Життєпис
Михайло Марисюк народився 14 січня 1886 року в с. Сілець Беньків (нині Сілець Добротвірської селищної громади на Львівщині) в сім'ї Костянтина Марисюка і його дружини Марії з Мрочковських. Початкову освіту здобув у рідному селі, а згодом навчався у Львівській академічній гімназії (1899—1902). 18 листопада 1902 року вступив до Василіянського Чину на новіціят у Крехівський монастир. На облечинах отримав монаше ім'я Маркіян. Перші обіти склав 14 січня 1905 року в Крехові і там продовжив гуманістичні студії. Філософію вивчав у Лаврівському монастирі (1908—1909) та в єзуїтській колегії Канізіанум в Інсбруку (1909—1910). Богослов'я вивчав у Кристинопільському монастирі (1910—1912), де 14 січня 1911 року склав вічні обіти. 5 травня 1912 року в Соборі святого Юра у Львові отримав священничі свячення з рук митрополита Андрея Шептицького.
Після висвячення один рік працював у монастирі святого Онуфрія у Львові: був провідником Марійської дружини, сповідником, проповідником, еклезіархом. З 1913 року — ігумен новозаснованого монастиря Співстраждання Пресвятої Богородиці в Перемишлі. У восени 1914 року у числі майже 30 василіян священників і студентів переїхав до Хорватії, де проживав у монастирі францисканців у м. Вараждин. Наступного року повернувся до Перемишля, де виконував ігуменське служіння до 1918 року. Переведений до Дрогобицького монастиря, де був провідником Апостольства молитви та виконував обов'язок віце-ігумена. У 1921—1924 роках — адміністратор парафії, провідник Апостольства молитви, Третього Чину і Братства св. Онуфрія, еклезіарх в Кристинополі. Упродовж 1925—1932 років здійснював служіння у Жовкві, де працював цензором при місцевій василіянській друкарні, писав, редагував молодіжний журнал «Наш Приятель» (1928), часопис «Місіонар» (1927—1932) і Календар «Місіонаря» (1926—1933). У 1933—1934 навчальному році викладав риторику, українську мову і літературу в Лаврові, а в 1934—1935 навчальному році — німецьку мову в Місійному інституті в Бучачі, згодом у Жовківському монастирі редагував науково-популярну серію «Бібліотека релігійної освіти».
На початку Другої світової війни переїхав до Перемишля, де відновив випуск «Місіонаря». У квітні 1945 року переселений з Польщі до Радянської України, де, змінивши з мотивів безпеки прізвище на Мартюк, проживав у Гошівському та Погонянському монастирях. 29 березня 1949 року арештований і 14 червня того ж року засуджений до 25 років виправних трудових таборів. Покарання відбував у ВТТ «Мінеральний» у поселенні Інта, Кожвінського району (Комі АРСР). 10 травня 1956 року о. Маркіян Марисюк був звільнений за віком і проживав деякий час у с. Дора біля Яремча на Івано-Франківщині, а пізніше переїхав у рідний Сілець, де й помер 25 вересня 1961 року. Похований на сільському цвинтарі с. Сілець.

## Вшанування пам'яті
- 16 серпня 2022 року вулицю Валентини Терешкової в селі Тичок Добротвірської селищної громади перейменували на честь о. Маркіяна Марисюка.[5]

## Письменницька діяльність
Упорядник
- «Великий требник» (1926)
- «Голос душі. Молитвеник для членів Апостольства Молитви і для всіх почитателів Пресвятого Серця Ісусового» (1927)
- «Божественна Літургія св. Івана Золотоустого» (1927)
- «Ієрейський часослов» (1933)
- «Свята Година» (1935)

Автор
- «Великопосні проповіді» (1922)
- «До Люрду. Вражіння з дороги з першим українським паломництвом» (1931)
- «Соціалістичні кличі в світлі правди» (1933)
- «Ясна Гора в Гошеві: в 200-літню річницю перенесення чудотворної ікони Богоматері на Ясну Гору» (1937)
- «Католицька церква — добродійка людства» (Нью-Йорк 1954)
- статті в «Місіонарі» та Календарі «Місіонаря»

У серії «Бібліотека релігійної освіти»
- «Вірити чи не вірити?» (1935)
- «Чи людина має душу?» (1936)
- «Чи є життя за гробом?»
- «Чи Бог управляє світом?»
- «Чи соціалісти мають слушність?»
- «Звідки взялась людина на землі?» (1936)
- «Що дає нам св. церква?» (1936)
- «Чи треба сповідатися?» (1937)
- «Чи Христос справді воскрес?» (1937)
- «Куди йде світ без Бога?»
- «Митрополит Йосиф Велямин-Рутський (в 300 ліття його смерти)» (1937)
- «Нащо терпіння на світі?»
- «Клєрикали й клєрикалізм» (1938)
- «Вільнодумці й вільнодумство»
- «Чи всі релігії на світі є однаково добрі?» (1939)
- «Хто є Бог?» (1939)